# 冗渡镇
冗渡镇，是中华人民共和国贵州省黔西南布依族苗族自治州册亨县下辖的一个乡镇级行政单位。
2016年1月14日，贵州省人民政府批复同意册亨县部分乡镇行政区划调整，新设置的冗渡镇辖原冗渡镇、威旁乡行政区域，镇人民政府驻冗渡村。

## 行政区划
冗渡镇下辖以下地区：
冗渡社区、冗渡村、美井村、慢纳村、毛坪村、板年村、观音村、冗贝村、岜磨村、威旁村、团坡村、岜院村、江见村、大寨村、坛坪村和威旁乡。